# Кошевой, Олег Васильевич
Оле́г Васи́льевич Кошево́й (8 июня 1926, Прилуки — 8 февраля 1943, у города Ровеньки, Ворошиловградская область) — один из руководителей (член штаба) советской подпольной антифашистской комсомольской организации «Молодая гвардия», действовавшей в 1942—1943 годах в оккупированном гитлеровскими войсками городе Краснодоне Ворошиловградской области Украинской ССР во время Великой Отечественной войны (1941—1945). Герой Советского Союза (1943 год, посмертно).

## Биография

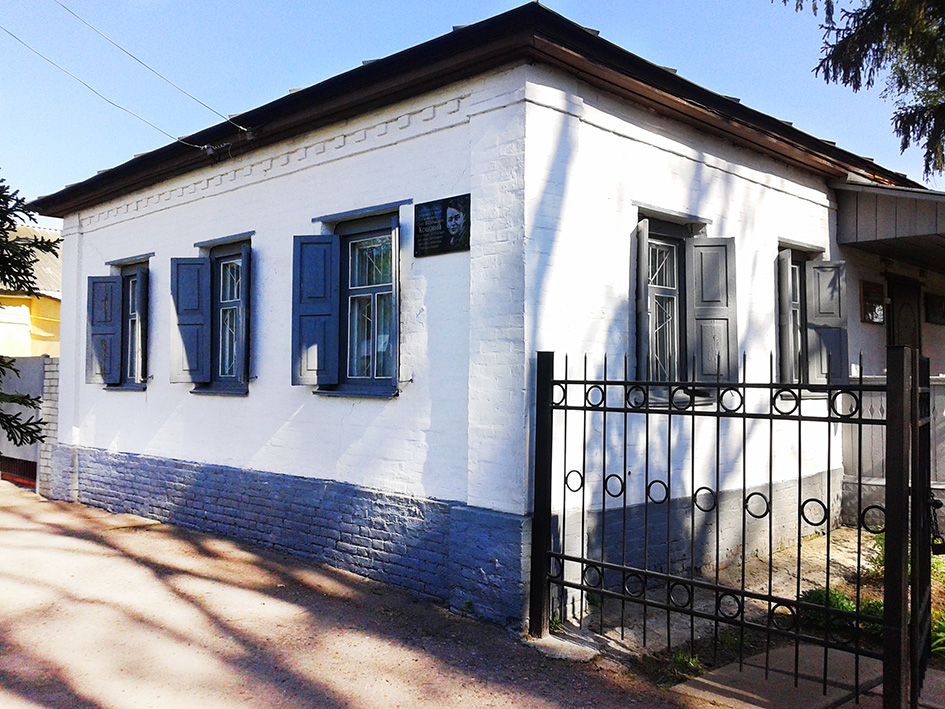
Дом, в котором родился Олег Кошевой, в настоящее время — Музей Олега Кошевого. Прилуки, 1 мая 2015 года.

Олег Кошевой родился 8 июня 1926 года в городе Прилуки Украинской ССР.
В 1932 году семья переехала в Полтаву, где в 1933 году Олег учился в средней школе № 8.
С 1934 по 1937 годы учился в средней школе № 1 города Ржищева.
В 1937 году мать Олега, Елена Николаевна Кошевая (1906—1987), ушла из семьи и вместе с новым сожителем Кашуком уехала в другой город.
Вскоре после этого Олег с отцом Василием Федосеевичем Кошевым и бабушкой по матери Верой Васильевной Коростылёвой (членом ВКП(б) с 1929 года) переехал в город Антрацит Ворошиловградской области, где с 1937 по 1940 годы учился в средней школе № 1 этого города.
В начале 1940 года второй муж матери Олега Кошевого тяжело заболел и надолго попал в больницу. Елена Николаевна Кошевая переехала жить в Краснодон Ворошиловградской области, где уже жил её брат, геолог Николай Николаевич Коростылёв. Вскоре к ней переехала мать Вера Васильевна Коростылёва с внуком Олегом, которые как несовершеннолетний ребёнок участника боевых действий в советско-финской войне и его единственная кормилица-пенсионерка преклонного возраста получали государственную помощь и по существу были на полном государственном обеспечении.
С 1940 года Олег Кошевой начал учиться в краснодонской средней школе № 1 имени Максима Горького, где познакомился с будущими молодогвардейцами.
2 марта 1942 года был принят в ряды ВЛКСМ (согласно выписке из протокола № 38 от 2 марта 1942 года заседания Бюро Краснодонского РК ЛКСМУ).

### Антифашистская деятельность

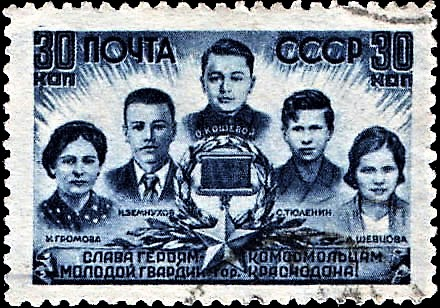
Почтовая марка СССР, 1944 год: «Слава Героям—комсомольцам Молодой гвардии города Краснодона!». Ульяна Громова, Иван Земнухов, Олег Кошевой, Сергей Тюленин, Любовь Шевцова.

20 июля 1942 года город Краснодон был оккупирован войсками нацистской Германии.
В августе 1942 года в городе из числа местной активной комсомольской молодёжи стали нелегально создаваться антифашистские группы, одну из которых возглавил Олег Кошевой.
В ноябре 1942 года, в возрасте шестнадцати лет, Олег Кошевой стал членом советской подпольной антифашистской комсомольской молодёжной организации «Молодая гвардия», действовавшей в годы Великой Отечественной войны (с сентября 1942 года по январь 1943 года), в основном, в городе Краснодоне Ворошиловградской области Украинской ССР, а также вошёл в состав штаба организации и был избран секретарём комитета комсомола «Молодой гвардии». Долгое время (прежде всего благодаря роману А. А. Фадеева «Молодая гвардия» 1946 года) считался комиссаром этой организации.
Поздними вечерами молодогвардейцы собирались в подпольной штаб-квартире, где слушали по радиоприёмнику информационные сводки «Совинформбюро», на основе которых составляли и переписывали листовки и тайно расклеивали их по городу Краснодону.
Олег Кошевой участвовал во многих боевых операциях: распространении листовок, разгроме вражеских автомашин, сборе оружия, поджоге скирд хлеба, предназначенного для отправки в гитлеровскую Германию. Осуществлял также связь с подпольными группами в окрестностях Краснодона и от имени штаба давал им боевые задания.
В январе 1943 года организация была раскрыта немецкой службой безопасности. 1 января 1943 года начались массовые аресты молодогвардейцев. Олегу Кошевому вместе с Ниной и Ольгой Иванцовыми, Валерией Борц, Сергеем Тюлениным удалось уйти из Краснодона. Они пытались перейти линию фронта, но безуспешно.
11 января 1943 года поздним вечером Кошевой вернулся в Краснодон, а на следующий день ушёл в Боково-Антрацит. На железнодорожной станции Картушино был задержан немецкой полицией — при формальном обыске на блокпосту у него был обнаружен пистолет, чистые бланки участника подполья и зашитый в одежде комсомольский билет. Олега доставили сначала в полицию, а затем в окружное отделение жандармерии в городе Ровеньки Ворошиловградской области.
В конце января 1943 года, после героически перенесённых допросов и жестоких пыток раскалённым железом, Олег Кошевой был расстрелян немецкими оккупантами в городском парке города Ровеньки вместе с другими арестованными молодогвардейцами.
Из протокола допроса Отто-Августа Древитца, сотрудника жандармерии города Ровеньки:
«В конце января 1943 года я получил приказ от заместителя командира подразделения жандармерии Фромме приготовиться к казни арестованных. Во дворе я увидел полицейских, которые охраняли девятерых граждан, среди которых был также и опознанный Олег Кошевой. Мы повели по приказу Фромме приговорённых к смерти к месту казни в городской парк в Ровеньках. Мы поставили заключённых на краю вырытой заранее в парке большой ямы и расстреляли всех по приказу Фромме. Тогда я заметил, что Кошевой ещё остался жив, был только ранен, я подошёл к нему ближе и выстрелил ему прямо в голову. Когда я застрелил Кошевого, я возвращался с другими жандармами, которые участвовали в казни, обратно в казарму. К месту казни послали несколько полицейских, с тем, чтобы они зарыли трупы».
После освобождения 17 февраля 1943 года города Ровеньки от немецко-фашистских захватчиков в ходе Ворошиловградской наступательной операции войск Юго-Западного фронта Красной армии Олег Кошевой был похоронен в братской могиле жертв фашизма в сквере имени «Молодой гвардии» в центре города.
13 сентября 1943 года Указом Президиума Верховного Совета СССР члену подпольной комсомольской организации «Молодая гвардия» Олегу Васильевичу Кошевому посмертно было присвоено звание Героя Советского Союза.
После войны мать Олега Кошевого, Елена Николаевна Кошевая, принимала активное участие в мероприятиях, связанных с исследованием деятельности «Молодой гвардии» и популяризации подвига подпольщиков.

## Семья
- Отец — Василий Федосеевич Кошевой (1903—1967), работал главным бухгалтером на краснодонской шахте № 21, которая носила имя его сына, участник Советско-финской войны (1939—1940) и Великой Отечественной войны (1941—1945), был в немецком плену и в ГУЛАГе.
- Мать — Елена Николаевна Кошевая (Коростылёва) (16.09.1909 — 27.06.1987), воспитатель, заведующая детским садом, написала биографическую книгу «Повесть о сыне» (1943), избиралась депутатом Ворошиловградского областного совета. Одна из главных героев романа Александра Фадеева «Молодая гвардия», в котором описана жизнь семьи Кошевых во время пребывания у них немецких солдат. Роман даёт очень трогательное описание её отношений с Олегом. Елена Кошевая сыграла важную роль в расследовании деятельности и гибели молодогвардейцев. Александр Фадеев знал о трудных семейных отношениях Кошевых, но в романе опустил их.

## Память

Памятник Олегу Кошевому в Харькове.

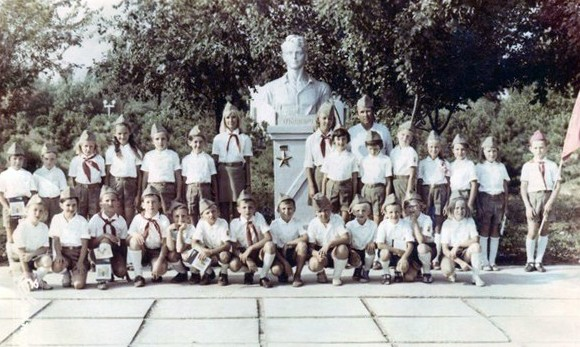
Бюст Олега Кошевого в пионерском лагере имени Олега Кошевого в Евпатории, 1977 год (ныне лагерь переименован в «Прометей»).

- В 1943 году советская молодёжь Донбасса собрала подписи под письмом для получения по ленд-лизу американского самолёта North American B-25 Mitchell. Присланный самолёт получил почётное наименование «Олег Кошевой» и был передан во 2-й гвардейский бомбардировочный авиационный полк 11-й гвардейской бомбардировочной авиационной дивизии ВВС РККА ВС СССР. На этом самолёте летал и бомбил Берлин дважды Герой Советского Союза гвардии майор Молодчий Александр Игнатьевич, один из самых известных асов авиации дальнего действия[5].
- Олег Кошевой является одним из героев романа Александра Фадеева «Молодая гвардия» (1946).
- Именем Олега Кошевого названы улицы во многих населённых пунктах России, Украины, Беларуси, Казахстана, Армении, Кыргызстана, Болгарии. С 1952 по 1991 годы имя Олега Кошевого носила Введенская улица в Ленинграде.
- Именем Олега Кошевого названа одна из улиц Глубокого[6].
- В Омске, Новосибирске, Нижнем Новгороде и Темрюке существуют детские библиотеки имени О. В. Кошевого.
- Именем Олега Кошевого названо Пермское начальное военное училище.
- Имя Олега Кошевого носят школа № 12 в городе Сыктывкаре Республики Коми (Россия), школа № 17 в городе Душанбе (Таджикистан) и железнодорожная школа № 14 в городе Туркменбаши (бывший Красноводск, Туркменистан), а также школа в Ескельдинском районе Алматинской области Республики Казахстан (бывший Талды-Курганский район Талды-Курганской области, Казахстан)
- Именем Олега Кошевого названы «Детский оздоровительный лагерь имени Олега Кошевого» в Хабаровске, «Детский оздоровительный лагерь имени Олега Кошевого» в городе Белорецке Республики Башкортостан и «Детский пионерский лагерь имени Олега Кошевого» в Щёкинском районе Тульской области, близ села Селиваново. Также именем Кошевого назван «Центр детского и семейного отдыха имени Олега Кошевого» в городе Бердске Новосибирской области. Имя Олега Кошевого носил ныне не существующий пионерский лагерь в городе Евпатории.
- В честь него также назван ГАУ ТО «Областной детский оздоровительный центр имени Олега Кошевого» в Тюмени.
- Именем Олега Кошевого названа одна из вершин (высота — 4350 метров) Киргизского хребта в популярном среди альпинистов районе Ала-Арча.
- В Комсомольском районе Хабаровского края России есть село под названием Пионерский лагерь имени Олега Кошевого.
- В 1952—1994 годах имя Олега Кошевого носило гидрографическое судно проекта 650 Тихоокеанского флота ВМФ России.
- «Олег Кошевой» — тип танкеров для Каспийского моря, разработанных в 1953 году (проект № 566 ЦКБ-51, главный конструктор В. А. Евстифеев) и усовершенствованная серия «Олег Кошевой-2», разработанная в конце 1970-х (проект № 1677).
- В 1960 году в Москве, на территории средней школы № 681, силами выпускников установлен памятник Олегу Кошевому (скульптор — Л. Писаревский).
- В 1974 году был построен прогулочный катер «Олег Кошевой», приписанный к городу Ялте, в настоящее время не эксплуатируется.
- Имя Олега Кошевого носит средняя школа в селе Немировка Кормиловского района Омской области. Во дворе школы стоит памятник Герою.
- Памятники молодогвардейцам с изображением Олега Кошевого установлены в городах: Краснодон, Луганск, Бердянск, Молодогвардейск, Харьков, Петропавловка (Воронежская область), Раковичи (Житомирская область), Саратов, Прилуки, Канев, Ольховка (Закарпатская область), Саранск, Санкт-Петербург и других[7].
- 8 мая 2015 года барельеф Олега Кошевого установлен на Аллее пионеров-героев в городе Ульяновске[8].
- 23 сентября 2017 года почта Луганской Народной Республики ввела в обращение серию почтовых марок «Молодая гвардия», посвящённых 75-летию создания этой подпольной антифашистской молодёжной организации. На одной из марок серии изображён портрет Олега Кошевого[9].
- Именем Олега Кошевого названо село на Сахалине. Село Кошевое находится в Смирныховском городском округе, в 16 км к югу от районного центра.

## Изображение в документалистике и кинематографии

### Художественные фильмы
- В Советском двухсерийном художественном фильме 1948 года Молодая гвардия Олега Кошевого сыграл Владимир Иванов.[10][11]
- В Российском четырёхсерийном художественном фильме 2006 года Последняя исповедь роль Олега Кошевого сыграл Иван Викулов.[12]
- В 2015 году в Российском сериале Молодая гвардия роль Олега Кошевого сыграл Вячеслав Чепурченко.[13][14]